# Habeas Corpus (película)
Habeas corpus es una película de Argentina filmada en colores dirigida por Jorge Acha sobre su propio guion que se produjo en 1987 y nunca se estrenó comercialmente.
Se trata de un filme del género del cine experimental que ganó el Premio al Mejor Director, compartido con Víctor Dinenzon, en el Festival de Operas Primas de Bariloche en 1988.

## Sinopsis
Un hombre permanece desnudo encerrado en una celda durante 4 días mientras su carcelero lee revistas de fisicoculturismo. 

## Reparto
| Actor          | Personaje |
| -------------- | --------- |
| Jorge Diez     |           |
| Luis Nieto     |           |
| Oscar Vernales |           |

## Comentarios
Jorge Acha dijo sobre el filme:

«Como no hay una historia para seguir con interés, busqué la belleza del cuerpo humano y cierta postura estética para compensarlo.» 

Pablo Piedras escribió:

«… es el relato de una espera. Un tiempo elidido que, en gran parte de las películas, suele ser necesario economizar. …Dos historias unidas por el entorno espacial. La del carcelero, marcado por la exacta repetición de un horrendo ritual que forma parte de su vida cotidiana… debe permanecer, ocupar un lugar dentro del mecanismo... que asegure la correcta aplicación de la disciplina y el castigo… garantizan el control … sobre el cuerpo de los individuos. En contrapartida… se halla el cuerpo del detenido… despojado, rendido, atravesado por los mecanismos de poder. …La decisión del director consiste en ponerse de frente al personaje aun cuando esto signifique darle la espalda al público. 
…En definitiva, lo notable de Habeas Corpus es que relata una historia de carácter universal: la del hombre encarcelado, castigado por las más brutales manifestaciones del poder como la supresión de la libertad y la tortura; pero al mismo tiempo no deja de remitimos a otra historia terriblemente concreta; cercana y dolorosa, como la de nuestros desaparecidos durante la última dictadura militar... »

El crítico e historiador cinematográfico Ricardo Parodi, quien fue el curador de la retrospectiva del BAFICI 2006 opina de la película: 

«Esta película es el compendio de las percepciones, de las afecciones, los recuerdos, el delirio, de un detenido en los momentos más terribles de su encierro: tiempos muertos que se suceden entre las sesiones de tortura. El tiempo en que descubre que posee un cuerpo hecho de fragmentos. Tal vez no haya, en la historia del cine nacional, una exploración tan detallada de las cualidades y potencias que puede engendrar un cuerpo. Una imagen, la de los peces, se repite a lo largo del filme (símbolo del cristianismo arcaico, traicionado), y una frase de Borges no cesa de ser evocada: “Ni una arena soñada puede matarme. Ni hay sueños que estén dentro de sueños».